# Westville, Indiana
Westville är en stad (town) i LaPorte County, i delstaten Indiana, USA. Enligt United States Census Bureau har staden en folkmängd på 5 851 invånare (2011) och en landarea på 8 km².